# Пелехатий Дем'ян Кузьмич
Дем'я́н Ку́зьмич Пелеха́тий (1 липня 1926, Львів — 13 лютого 1994, Львів) — український диригент, педагог, 1972 — народний артист УРСР.

## Короткий життєпис
Син Кузьми Пелехатого.
Закінчив Львівську консерваторію, 1950 року — диригентський факультет, 1951 — композиторський факультети. В 1952—1957, 1966—1971 її викладач.
З 1951року — диригент, в 1964—1987 — головний диригент симфонічного оркестру Львівської обласної філармонії.
За його диригуванням вперше виконано багато творів українських композиторів радянських часів, зокрема С. Людкевича та Р. Сімовича.
В його диригентському репертуарі були симфонії Д. Шостаковича, твори С. Прокоф'єва, Р. Щедріна, Т. Хрєнникова, Д. Кабалевського. Стояв біля витоків заснованої 1969 року секції диригування — майбутня кафедра оркестрового диригування, в числі засновників — професори Ізидор Ілліч Вимер, Луців Юрій Олексійович, заслужений артист УРСР Арбіт Семен Михайлович.
Похований на Личаківському цвинтарі, поле № 67.

## Нагороди та звання
- орден «Знак Пошани»
- Заслужений діяч мистецтв Української РСР (6.11.1964)
- Народний артист Української РСР (1972)